# Nadine Keßler
Nadine Keßler (Landstuhl, 4 april 1988) is Managing Director, Women's Football van de UEFA en voormalig Duits voetbalspeelster die speelde op het middenveld. Keßler kwam sinds het seizoen 2011/12 uit voor VfL Wolfsburg en behoorde tot de selectie van het Duits voetbalelftal. In 2014 werd Keßler uitgeroepen tot UEFA Best Women's Player in Europe en FIFA World Player of the Year.

## Persoonlijk
Nadine Keßler groeide in de nabijheid van haar geboorteplaats Landstuhl in Weselberg op. Na haar eindexamen in 2007 meldde zij zich in oktober van datzelfde jaar bij de Bundeswehr voor de elementaire militaire vorming. Na de basisopleiding tot soldaat vervolgde ze haar carrière bij een van de zestien Sportfördergruppe der Bundeswehr, waarbij zij gestationeerd werd in Warendorf en werd bevorderd tot Hauptgefreiter (Korporaal). Parallel aan haar topsportcarrière binnen defensie begon ze aan een studie Fitnessökonomie, waarbij ze haar master behaalde in 2012. Keßler is sinds 2017 werkzaam voor de [UEFA], waar ze sinds 2022 de rol van Managing Director, Women's Football vervuld.

## Clubcarrière

### Jeugd en FC Saarbrücken
Nadine Keßler begon met voetballen bij SV Herschberg. Via SV Hermersberg en SC Weselberg kwam ze in 2004 te spelen bij haar eerste profclub, de damesafdeling van FC Saarbrücken. In 2006 werd ze topscorer van de 2. Bundesliga Süd, hoewel in de laatste speelronde van dat seizoen de promotie naar de Bundesliga verspeeld werd. Een jaar later werd ze opnieuw topscorer en promoveerde toen wel met Saarbrücken naar de Bundesliga. In 2008 bereikte ze met haar team de finale van de DFB-Pokal, echter werd deze wedstrijd met 1–5 van FFC Frankfurt verloren. Keßler liep op 12 mei 2008, in de wedstrijd tegen VfL VfL Wolfsburg, een knieblessure op. In 2009 promoveerde ze opnieuw met Saarbrücken naar de Bundesliga.

### FFC Turbine Potsdam
Keßler vertrok in 2009 naar FFC Turbine Potsdam. Met Turbine werd ze in 2010 Duits landskampioen. Tevens won Keßler met FFC Turbine Potsdam de DFB-Hallenpokal en UEFA Champions League.

### VfL Wolfsburg
Per seizoen 2011/12 speelde Keßler voor VfL Wolfsburg. Aan het einde van dat seizoen werd Keßler tweede met de club in de nationale competitie, genoeg voor kwalificatie voor de UEFA Women's Champions League. In het daaropvolgende seizoen pakte ze met VfL Wolfsburg de treble. In zowel de race om het kampioenschap als in de bekerfinale versloeg Wolfsburg FFC Turbine Potsdam. In de UEFA Champions League-finale werd Olympique Lyonnais verslagen. In het seizoen 2013/14 won ze met haar team zowel het landskampioenschap alsmede de UEFA Champions League. In april 2016 kondigde Keßler het einde van haar voetballoopbaan aan.

## Interlandcarrière
Met Duitsland onder 19 won Keßler in 2006 het UEFA EK onder 19. Bij het FIFA WK onder 20 bereikte ze met Duitsland onder 20 in 2006 de kwartfinales. In juli 2007 verdedigde ze met Duitsland onder 19 de Europese titel. Met Duitsland onder 20 bereikte ze in 2008 de derde plaats. Op 22 februari 2010 werd Keßler voor het eerst opgeroepen voor het eerste elftal van Duitsland voor de Algarve Cup. Tijdens het toernooi debuteerde ze in het eerste elftal tijdens de wedstrijd tegen Finland en scoorde met de 7–0 meteen haar eerste doelpunt. Bij het EK voor vrouwen in 2013 in Zweden werd ze met Duitsland Europees kampioen.
Met het Duits elftal won ze in 2014 tegen Japan de Algarve Cup. In de finale viel ze in de tweede helft in en scoorde de openingstreffer in de finale.

## Erelijst
1. FC Saarbrücken
- 2. Bundesliga: 2006/07, 2008/09

 1. FFC Turbine Potsdam
- Bundesliga: 2009/10, 2010/11
- UEFA Champions League: 2009/10
- DFB-Hallenpokal: 2010

 VfL Wolfsburg
- Bundesliga: 2012/13, 2013/14
- UEFA Champions League: 2012/13, 2013/14
- DFB-Pokal: 2012/13, 2014/15

Germany
- UEFA EK onder 19: 2006, 2007
- UEFA EK: 2013
- Algarve Cup: 2014
- Nordic-Cup onder 17: 2005

Individueel
- UEFA Best Women's Player in Europe Award: 2014
- FIFA World Player of the Year: 2014
- IFFHS World's Women Best Playmaker: 2014
- IFFHS UEFA Woman Team of the Decade 2011–2020